# Дзанні

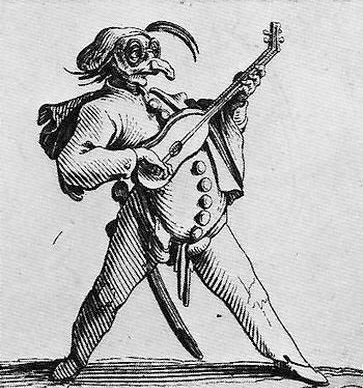
Малюнок Жака Калло (початок XVII століття).

Дзанні (італ. Zanni) — велика група персонажів-слуг (масок) італійської комедії дель арте, серед яких найважливіші: Брігелла (перший дзанні венеційського квартету масок), Арлекін (другий дзанні венеційського квартету масок), Ков'єлло (перший дзанні неаполітанського квартету масок) і Пульчинелла (другий дзанні неаполітанського квартету масок). Сюди ж відносяться і дівчата, служниці Коломбіна, Фантеска, Смеральдіна та ін.
Слово «дзанні» походить від імені «Джанні» (італ. Gianni) у венеційській вимові. Дзан Ганасса — так звали одного з перших акторів, які прославили цю маску.
Дзанні на підмостках майданного театру — одні з найстаріших масок, які продовжують традиції придворних і карнавальних блазнів. Вони з'являються в італійських фарсах XV ст., а ще раніше — на сторінках новел Відродження. Це слуги, колишні селяни, які покинули через бідність і безробіття рідні місця (Бергамо для північних масок, Кава і Ачерра для південних) в пошуках кращого життя в процвітаючих портових містах (Венеція на півночі Італії і Неаполь на півдні). Городяни глузливо дивилися на зайшлих людей, охоче над ними сміялися. Вони часто зображують їх остаточно дурними (Арлекін), або розумними, але з незвичними для городянина, провінційними вчинками (Брігелла), з характерною для «селюків» говіркою (Арлекін і Брігелла, наприклад, говорять досить односкладним бергамським діалектом ломбардської мови). З часом, звичайно, ця сатира пом'якшилася, тим більше, що саме дзанні ведуть активну інтригу сценарію, допомагаючи закоханим у їх протистоянні старим Панталоне і Доктору.